# Almondbury Castle Hill
Almondbury Castle Hill är ett slott i Storbritannien.   Det ligger i distriktet Kirklees i grevskapet West Yorkshire i riksdelen England, i den centrala delen av landet, 260 km norr om huvudstaden London. Almondbury Castle Hill ligger 261 meter över havet.
Terrängen runt Almondbury Castle Hill är kuperad åt sydväst, men åt nordost är den platt.Runt Almondbury Castle Hill är det tätbefolkat, med 913 invånare per kvadratkilometer. Närmaste större samhälle är Huddersfield, 3,1 km norr om Almondbury Castle Hill. Trakten runt Almondbury Castle Hill består i huvudsak av gräsmarker.